# Championnats d'Europe de basket-ball en fauteuil roulant
Le championnat d’Europe de basket-ball en fauteuil roulant est la compétition opposant les sélections nationales des différents pays européens.
La compétition a lieu tous les 2 ans et est organisée par l’IWBF Europe. En plus de l’attribution du titre de champion d’Europe pour le vainqueur, le championnat d’Europe sert généralement également de qualification soit pour les Jeux paralympiques, soit pour le championnat du monde.
Pour les hommes, la compétition compte trois divisions. La première (ou division A) compte 12 équipes. Les montées et descentes se font selon les classements des nations dans les éditions précédentes. Depuis 2016, les femmes voient l'ajout d'une deuxième division.
En 2023, le titre masculin est détenu par la Grande-Bretagne, tandis que le titre féminin reste la propriété des Pays-Bas.

## Historique

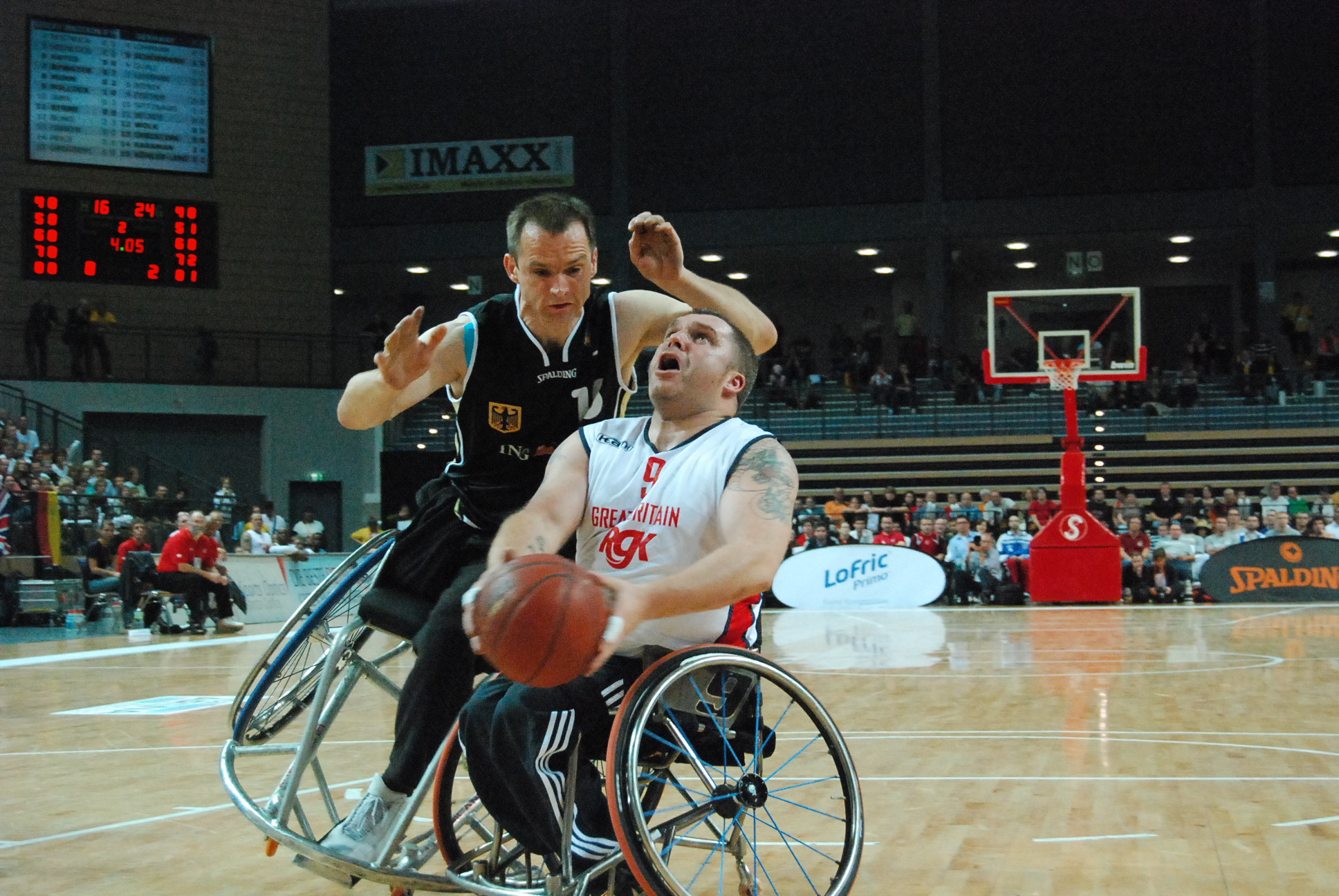
En demi-finale de l'Euro 2007, Dirk Köhler-Lenz (Allemagne, numéro 15) défend sur Jon Pollock (Grande-Bretagne, numéro 9).

## Palmarès

### Division A
Le tableau ci-dessous recense les différents podiums des championnats d’Europe masculins en division A et féminins.
| Année              | Lieu(x)               | Podium masculin (division A)              | Podium féminin (division A)            |
| ------------------ | --------------------- | ----------------------------------------- | -------------------------------------- |
| 1970               | Bruges                | Belgique · France · Grande-Bretagne       | -                                      |
| 1971               | Kerpape (Ploemeur)    | Grande-Bretagne · France · Pays-Bas       | -                                      |
| 1974               | Kerpape (Ploemeur)    | Grande-Bretagne · Pays-Bas · France       | -                                      |
| 1977               | Raalte                | Israël · Pays-Bas · France                | -                                      |
| 1978               | Kerpape (Ploemeur)    | Israël · France · Pays-Bas                | -                                      |
| 1981               | Genève                | Israël · France · Pays-Bas                | -                                      |
| 1982               | Falun                 | France · Israël · Suède                   | -                                      |
| 1987               | Lorient               | France · Pays-Bas · Belgique              | Allemagne · Israël · Pays-Bas          |
| 1989               | Charleville-Mézières  | France · Pays-Bas · Allemagne             | Pays-Bas · Allemagne · Israël          |
| 1991               | El Ferrol             | France · Pays-Bas · Grande-Bretagne       | Allemagne · Pays-Bas · France          |
| 1993               | Berlin                | Pays-Bas · Grande-Bretagne · France       | Pays-Bas · Allemagne · France          |
| 1995               | Paris                 | Grande-Bretagne · Espagne · Pays-Bas      | -                                      |
| 1995               | Delden                | -                                         | Pays-Bas · Allemagne · Grande-Bretagne |
| 1997               | Madrid                | France · Grande-Bretagne · Finlande       | Pays-Bas · Allemagne · Grande-Bretagne |
| 1999               | Roermond              | France · Allemagne · Pays-Bas             | Allemagne · Pays-Bas · Grande-Bretagne |
| 2001               | Amsterdam             | France · Pays-Bas · Allemagne             | -                                      |
| 2003               | Sassari Porto Torres  | Italie · Pays-Bas · Grande-Bretagne       | -                                      |
| 2003               | Hambourg              | -                                         | Allemagne · Pays-Bas · Grande-Bretagne |
| 2005               | Paris                 | Italie · Grande-Bretagne · Suède          | -                                      |
| 2005               | Villeneuve-d'Ascq     | -                                         | Allemagne · Pays-Bas · France          |
| 2007               | Wetzlar               | Suède · Grande-Bretagne · Allemagne       | Allemagne · Pays-Bas · Grande-Bretagne |
| 2009               | Adana                 | Italie · Turquie · Grande-Bretagne        | Allemagne · Pays-Bas · Grande-Bretagne |
| 2011               | Nazareth              | Grande-Bretagne · Allemagne · Espagne     | Allemagne · Pays-Bas · Grande-Bretagne |
| 2013 hommes femmes | Francfort-sur-le-Main | Grande-Bretagne · Turquie · Espagne       | Pays-Bas · Allemagne · Grande-Bretagne |
| 2015 hommes femmes | Worcester             | Grande-Bretagne · Turquie · Allemagne     | Allemagne · Pays-Bas · Grande-Bretagne |
| 2017 hommes femmes | Adeje (Tenerife)      | Turquie · Grande-Bretagne · Allemagne     | Pays-Bas · Allemagne · Grande-Bretagne |
| 2019 hommes femmes | Wałbrzych Świebodzice | Grande-Bretagne · Espagne · Turquie       | -                                      |
| 2019 hommes femmes | Rotterdam             | -                                         | Pays-Bas · Grande-Bretagne · Allemagne |
| 2021 hommes femmes | Madrid                | Pays-Bas · Grande-Bretagne · Non décernée | Pays-Bas · Grande-Bretagne · Espagne   |
| 2023 hommes femmes | Rotterdam             | Grande-Bretagne · Espagne · Pays-Bas      | Pays-Bas · Grande-Bretagne · Espagne   |
| 2025               | Sarajevo              |                                           |                                        |

### Autres divisions
Le tableau ci-dessous recense les différents podiums des championnats d’Europe masculins en divisions B et C. En avril 2016, l'IWBF Europe annonce la création d'une division B pour les femmes, dont la première édition se dispute en Italie.
| Chpt masculin (division B) | Chpt masculin (division B)    | Chpt masculin (division B)             | Chpt masculin (division C) | Chpt masculin (division C) | Chpt masculin (division C)               | Chpt féminin (division B) | Chpt féminin (division B) | Chpt féminin (division B)  |
| -------------------------- | ----------------------------- | -------------------------------------- | -------------------------- | -------------------------- | ---------------------------------------- | ------------------------- | ------------------------- | -------------------------- |
| Année                      | Lieu                          | Podium                                 | Année                      | Lieu                       | Podium                                   | Année                     | Lieu                      | Podium                     |
| 1994                       | Varsovie                      | Finlande · Italie · Irlande            | -                          | -                          | -                                        | -                         | -                         | -                          |
| 1996                       | Ljubljana                     | Israël · Belgique · Slovénie           | -                          | -                          | -                                        | -                         | -                         | -                          |
| 1998                       | Tavira Nottwil                | Slovénie · Suisse · Autriche           | -                          | -                          | -                                        | -                         | -                         | -                          |
| 2000                       | Valladolid Brno Bielsko-Biała | Espagne · République tchèque · Pologne | -                          | -                          | -                                        | -                         | -                         | -                          |
| 2002                       | Brno                          | Pologne · Turquie · Slovénie           | 2003                       | Athènes                    | Russie · Suisse · Grèce                  | -                         | -                         | -                          |
| 2004                       | Uster                         | Turquie · Bosnie-Herzégovine · Russie  | 2005                       | Lisbonne                   | Belgique · Croatie · Grèce               | -                         | -                         | -                          |
| 2006                       | Brno                          | République tchèque · Turquie · Suisse  | 2007                       | Dublin                     | Portugal · Lituanie · Finlande           | -                         | -                         | -                          |
| 2008                       | Nottwil                       | Belgique · Bosnie-Herzégovine · Suisse | 2009                       | Cesis                      | Croatie · Lituanie · Lettonie            | -                         | -                         | -                          |
| 2010                       | Brno                          | Pays-Bas · Suisse · Bosnie-Herzégovine | 2011                       | Kaunas                     | Lituanie · Ukraine · Grèce               | -                         | -                         | -                          |
| 2012                       | Laško                         | France · Bosnie-Herzégovine · Suisse   | 2013                       | Sankt Pölten               | Autriche · Lettonie · Ukraine            | -                         | -                         | -                          |
| 2014                       | Brno                          | République tchèque · Israël · Lituanie | 2015                       | Lisbonne                   | Bosnie-Herzégovine · Portugal · Finlande | -                         | -                         | -                          |
| 2016                       | Sarajevo                      | France · Lituanie · Bosnie-Herzégovine | 2017                       | Brno                       | Belgique · République tchèque · Irlande  | 2016                      | Atri                      | Espagne · Turquie · Italie |
| 2018                       | Charleroi                     | Russie · Autriche · Lituanie           | 2019                       | Sofia                      | Grèce · Serbie · Portugal                | 2018                      | Lignano                   | Turquie · Suède · Italie   |
| 2021                       | Athènes                       | Autriche · Lituanie · Lettonie         | 2022                       | Sarajevo                   | Serbie · Portugal · Bulgarie             | -                         | -                         | -                          |
| 2022                       | Sarajevo                      | Turquie · Lettonie · Lituanie          | 2023                       | Sarajevo                   | République tchèque · Portugal · Irlande  | -                         | -                         | -                          |
| 2024                       | Sarajevo                      | Suisse · Bosnie-Herzégovine · Lettonie | 2025                       | Samokov                    |                                          |                           |                           |                            |

## Titres remportés par nation

### Chez les hommes (division A)
11 nations différentes apparaissent sur les podiums de la compétition masculine. En 2021, en raison des cas positifs au Covid-19, le match pour la 3e place ne peut avoir lieu et aucune médaille de bronze n'est décernée lors de cette édition. 
En 2023, la Grande-Bretagne a participé à sept finales consécutives (depuis 2011) et reste sur 11 podiums consécutifs (depuis 2003).
| Nation          | Médaille d'or, Europe                              | Médaille d'argent, Europe                    | Médaille de bronze, Europe             |
| --------------- | -------------------------------------------------- | -------------------------------------------- | -------------------------------------- |
| Grande-Bretagne | 8 (1971, 1974, 1995, 2011, 2013, 2015, 2019, 2023) | 6 (1993, 1997, 2005, 2007, 2017, 2021)       | 4 (1970, 1991, 2003, 2009)             |
| France          | 7 (1982, 1987, 1989, 1991, 1997, 1999, 2001)       | 4 (1970, 1971, 1978, 1981)                   | 3 (1974, 1977, 1993)                   |
| Israël          | 3 (1977, 1978, 1981)                               | 1 (1982)                                     | 0                                      |
| Italie          | 3 (2003, 2005, 2009)                               | 0                                            | 0                                      |
| Pays-Bas        | 2 (1993, 2021)                                     | 7 (1974, 1977, 1987, 1989, 1991, 2001, 2003) | 6 (1971, 1978, 1981, 1995, 1999, 2023) |
| Turquie         | 1 (2017)                                           | 3 (2009, 2013, 2015)                         | 1 (2019)                               |
| Suède           | 1 (2007)                                           | 0                                            | 2 (1982, 2005)                         |
| Belgique        | 1 (1970)                                           | 0                                            | 1 (1987)                               |
| Espagne         | 0                                                  | 3 (1995, 2019, 2023)                         | 2 (2011, 2013)                         |
| Allemagne       | 0                                                  | 2 (1999, 2011)                               | 5 (1989, 2001, 2007, 2015, 2017)       |
| Finlande        | 0                                                  | 0                                            | 1 (1997)                               |

### Chez les femmes (division A)
Seules 6 nations différentes sont montées sur un podium. Allemagne, Pays-Bas et Grande-Bretagne l'ont partagé toutes les trois ensemble 11 fois sur 18 éditions.
Les équipes féminines des Pays-Bas et de l'Allemagne sont montées sur tous les podiums depuis la création de la compétition jusqu'en 2021, et se partagent tous les titres. Elles ont participé à 14 finales l'une contre l'autre, et ce de façon consécutive (entre 1989 et 2017). L'Allemagne a participé aux 15 premières finales. Depuis l'édition 2019, un changement de dynamique s'opère : les Pays-Bas et la Grande-Bretagne ont participé à toutes les finales, et l'Espagne émerge sur les podiums depuis 2021.
Les Pays-Bas restent l'unique nation étant apparue sur l'ensemble des podiums de l'histoire de la compétition.
| Nation          | Médaille d'or, Europe                                    | Médaille d'argent, Europe                          | Médaille de bronze, Europe                                      |
| --------------- | -------------------------------------------------------- | -------------------------------------------------- | --------------------------------------------------------------- |
| Pays-Bas        | 9 (1989, 1993, 1995, 1997, 2013, 2017, 2019, 2021, 2023) | 8 (1991, 1999, 2003, 2005, 2007, 2009, 2011, 2015) | 1 (1987)                                                        |
| Allemagne       | 9 (1987, 1991, 1999, 2003, 2005, 2007, 2009, 2011, 2015) | 6 (1989, 1993, 1995, 1997, 2013, 2017)             | 1 (2019)                                                        |
| Grande-Bretagne | 0                                                        | 3 (2019, 2021, 2023)                               | 10 (1995, 1997, 1999, 2003, 2007, 2009, 2011, 2013, 2015, 2017) |
| Israël          | 0                                                        | 1 (1987)                                           | 1 (1989)                                                        |
| France          | 0                                                        | 0                                                  | 3 (1991, 1993, 2005)                                            |
| Espagne         | 0                                                        | 0                                                  | 2 (2021, 2023)                                                  |